# 女性沙文主义
大女子主义（英語：Female chauvinism），又称女性沙文主義、女性至上主義、女性優越主義或者大女人主義，是一種認為女尊男卑、女性必定優於男性，因此女性更應統治男性的意識形態，是相對於大男子主義的概念。